# Gobierno de Juan Manuel Santos
El gobierno de Juan Manuel Santos inició el 7 de agosto de 2010 y finalizó el 7 de agosto de 2018, su predecesor fue el gobierno de Álvaro Uribe y su sucesor fue el gobierno de Iván Duque.

## Llegada al poder

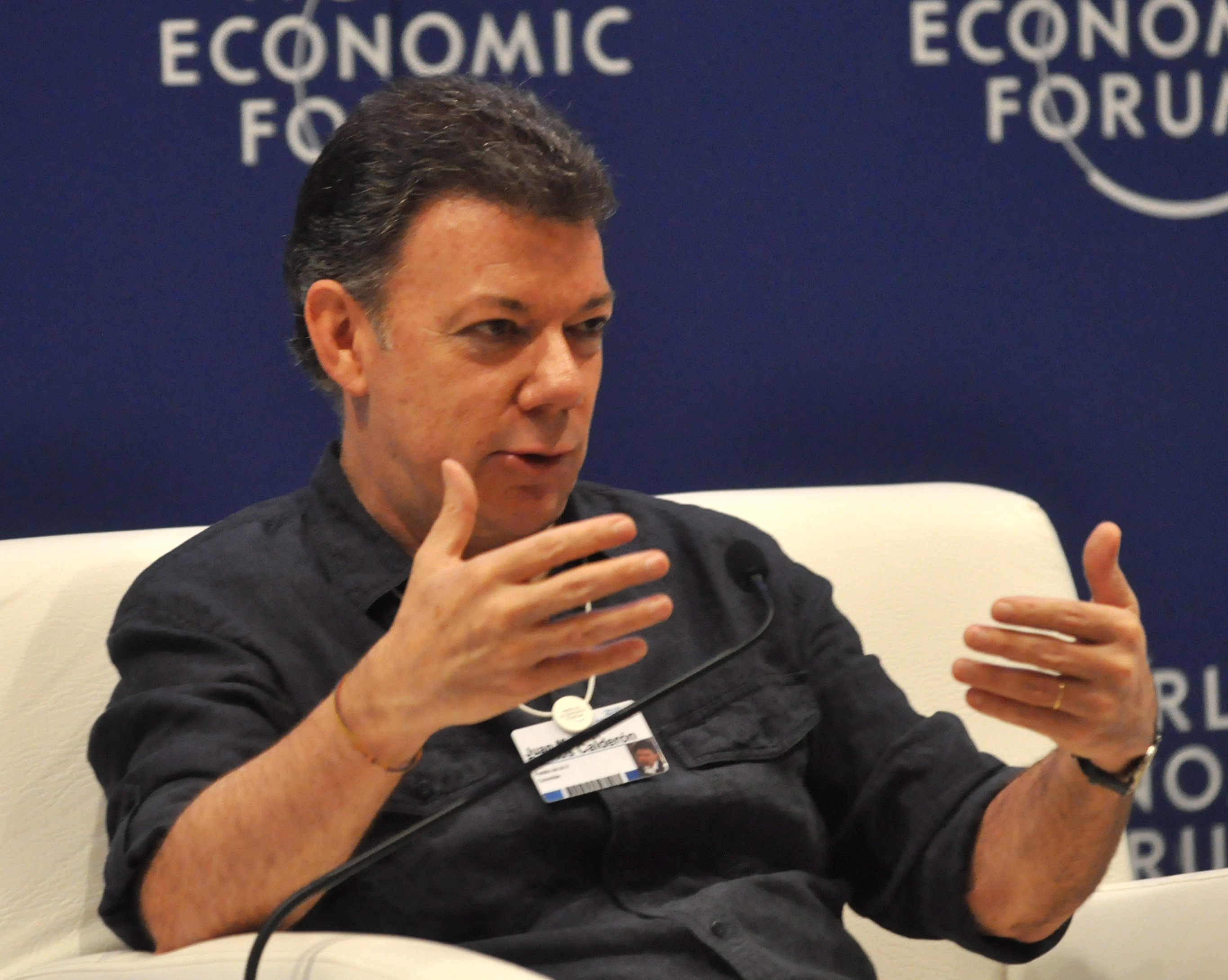
Juan Manuel Santos durante el Foro Económico Mundial en abril de 2010.

Santos señaló que aspiraría a la presidencia de Colombia en 2010, según él, si el presidente Álvaro Uribe no lo hacía en caso de que se aprobara un referendo que le permitiría ejercer el cargo de Presidente por tercera vez. Después de que la Corte Constitucional de Colombia determinó que el referendo reeleccionista era inconstitucional e inexequible, Santos anunció sus aspiraciones presidenciales para el periodo 2010-2014 en representación del partido de la U. Santos lideró junto al candidato del Partido Verde, Antanas Mockus las encuestas para ganar la Presidencia de Colombia.
La campaña presidencial de Santos se basó en continuar con la política de seguridad democrática, implantada durante los ocho años del gobierno Uribe. Santos seleccionó como fórmula vicepresidencial al exministro y exgobernador del Valle, Angelino Garzón.

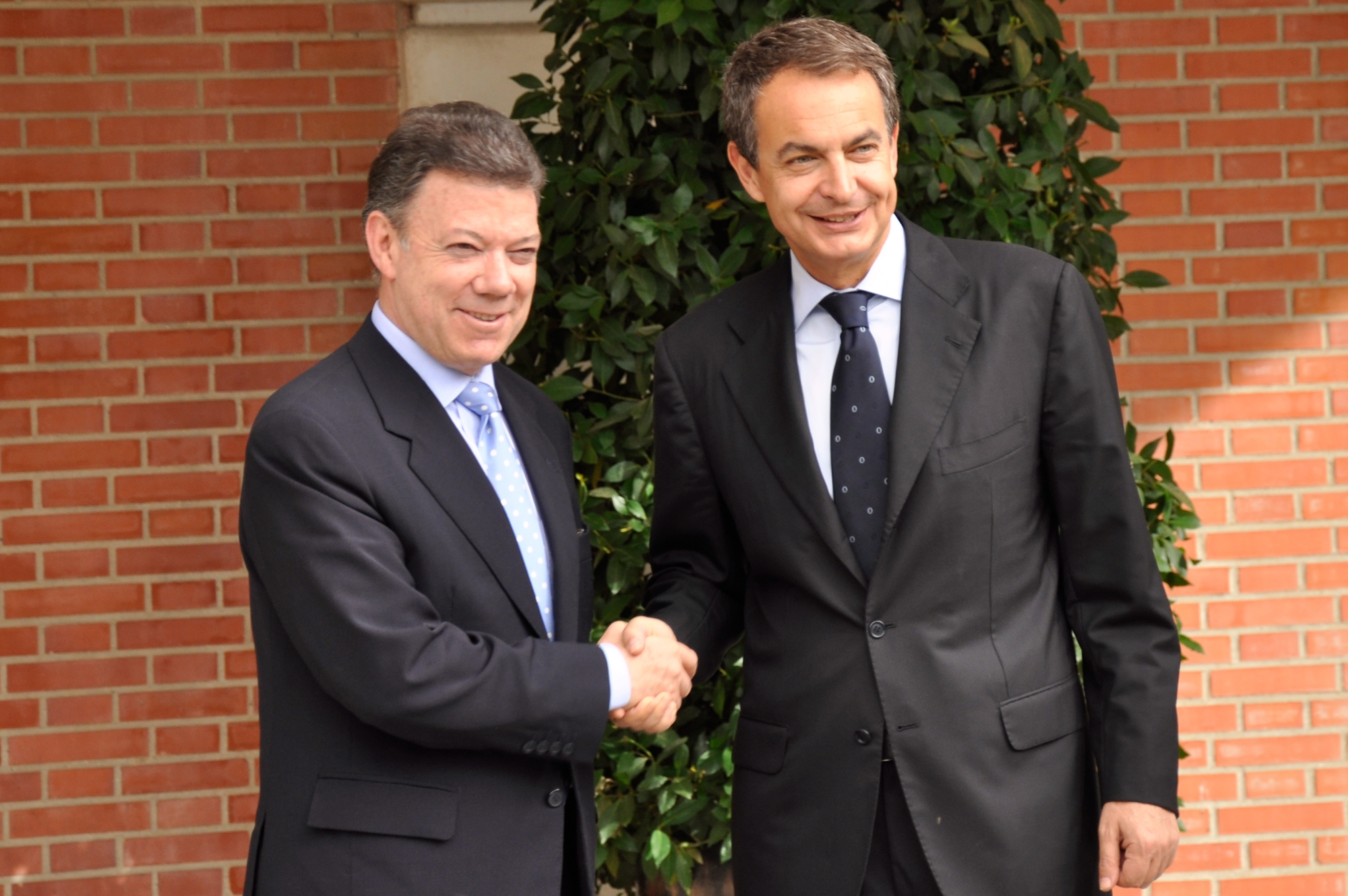
Santos estrechándole la mano al presidente del Gobierno español, J. L. Rodríguez Zapatero en junio de 2010.

Santos contó en esta segunda vuelta con el apoyo de importantes sectores del Partido Liberal, la adhesión formal Cambio Radical (tercero en la primera vuelta) y el Partido Conservador (quinto).
El 30 de mayo de 2010, Santos obtuvo el 46,56% de los votos válidos, por lo que accedió a la segunda vuelta electoral, contra el candidato del Partido Verde colombiano Antanas Mockus, la cual se llevó a cabo el 20 de junio. Ese día y con un 68,9% de votos (9 004 221 votos de una votación total 14 millones), sale victorioso para el cargo de presidente de Colombia frente a su rival.
La primera incursión de Santos por fuera de Bogotá, ya posesionado como presidente, la hizo en La Mojana sucreña, en San Jorge, una región del norte de Colombia gravemente azotada por las inundaciones. El gobierno colombiano estimó que más de 160 mil personas de los municipios de Sucre, Guaranda, San Benito Abad y Majagual, en el departamento de Sucre; así como de San Jacinto del Cauca y Achí, en el departamento de Bolívar; y Ayapel, en el departamento de Córdoba fueron afectadas, en el departamento del Putumayo tuvo que enfrentar la tragedia de Mocoa.

## Gabinete

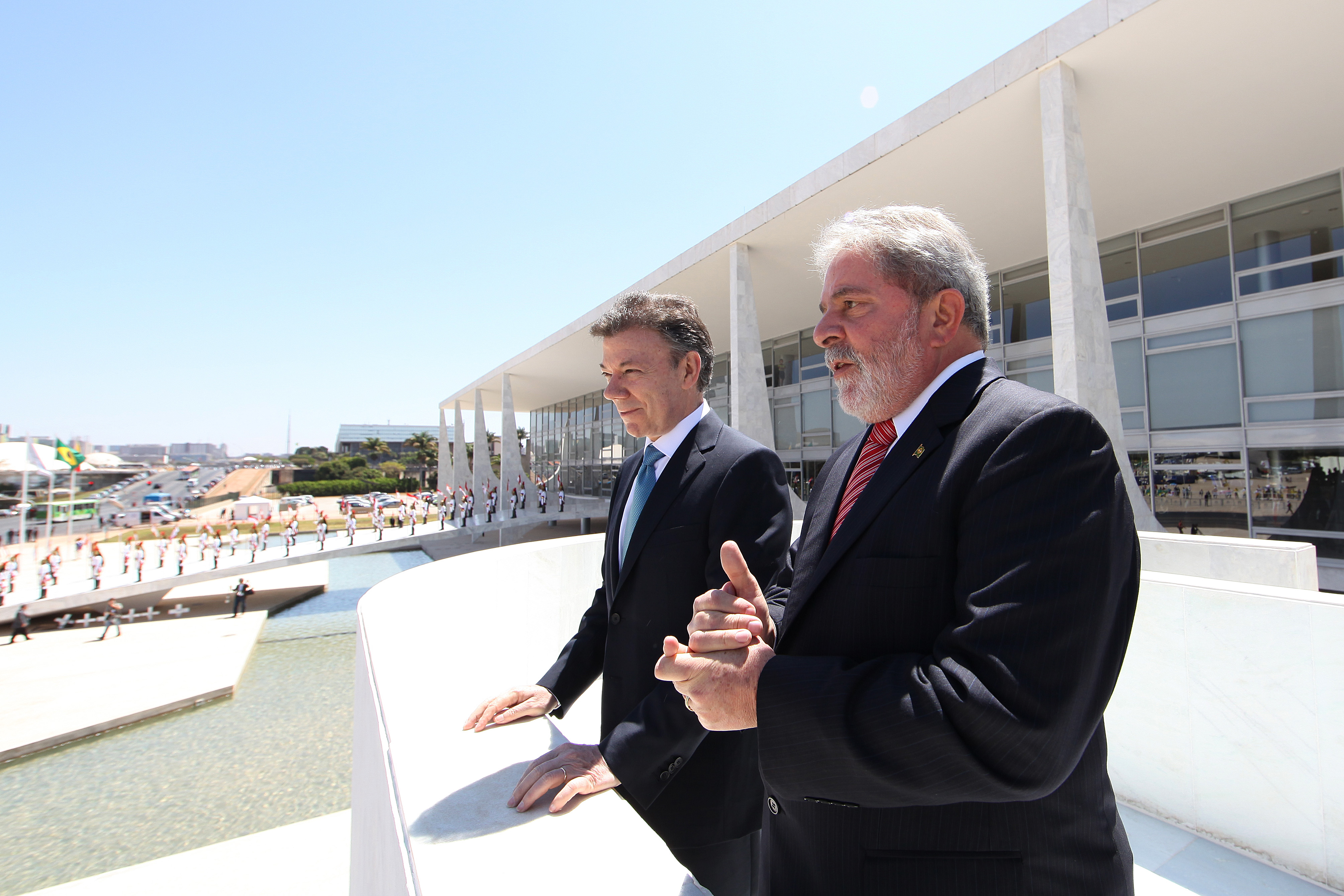
El presidente Juan Manuel Santos junto al expresidente de Brasil Luiz Inácio Lula da Silva, en visita del primero a Brasil.

El gabinete del presidente Juan Manuel Santos estuvo conformado por:
| Presidente                                     | Fotografía | Titular                          | Período | Período | Partido |
| Presidente                                     | Fotografía | Titular                          | Inicio  | Fin     | Partido |
| ---------------------------------------------- | ---------- | -------------------------------- | ------- | ------- | ------- |
| Presidente de la República de Colombia         |            | Juan Manuel Santos               | 2010    | 2018    | PUG     |
| Vicepresidente                                 | Fotografía | Titular                          | Período | Período | Partido |
| Vicepresidente                                 | Fotografía | Titular                          | Inicio  | Fin     | Partido |
| Vicepresidente de la República de Colombia     |            | Angelino Garzón                  | 2010    | 2014    | PUG     |
| Vicepresidente de la República de Colombia     |            | Germán Vargas Lleras             | 2014    | 2017    | CR      |
| Vicepresidente de la República de Colombia     |            | Óscar Naranjo                    | 2017    | 2018    | PUG     |
| Ministerio                                     | Fotografía | Titular                          | Período | Período | Partido |
| Ministerio                                     | Fotografía | Titular                          | Inicio  | Fin     | Partido |
| Interior                                       |            | Germán Vargas Lleras             | 2010    | 2012    | CR      |
| Interior                                       |            | Federico Rengifo                 | 2012    | 2012    | PLC     |
| Interior                                       |            | Fernando Carrillo                | 2012    | 2013    | Ind.    |
| Interior                                       |            | Aurelio Iragorri                 | 2013    | 2014    | PUG     |
| Interior                                       |            | Juan Fernando Cristo             | 2014    | 2017    | PLC     |
| Interior                                       |            | Guillermo Rivera                 | 2017    | 2018    | PLC     |
| Relaciones Exteriores                          |            | María Ángela Holguín             | 2010    | 2018    | PLC     |
| Hacienda y Crédito Público                     |            | Juan Carlos Echeverry            | 2011    | 2012    | PCo     |
| Hacienda y Crédito Público                     |            | Mauricio Cárdenas                | 2012    | 2018    | PCo     |
| Justicia y Derecho                             |            | Juan Carlos Esguerra             | 2011    | 2012    | PLC     |
| Justicia y Derecho                             |            | Ruth Stella Correa               | 2012    | 2013    | PLC     |
| Justicia y Derecho                             |            | Alfonso Gómez Méndez             | 2013    | 2014    | PLC     |
| Justicia y Derecho                             |            | Yesid Reyes                      | 2014    | 2016    | Ind.    |
| Justicia y Derecho                             |            | Jorge Eduardo Londoño            | 2016    | 2017    | AV      |
| Justicia y Derecho                             |            | Enrique Gil                      | 2017    | 2018    | PCo     |
| Defensa                                        |            | Rodrigo Rivera                   | 2010    | 2011    | PLC     |
| Defensa                                        |            | Juan Carlos Pinzón               | 2011    | 2015    | AC      |
| Defensa                                        |            | Luis Carlos Villegas             | 2015    | 2018    | PLC     |
| Agricultura                                    |            | Juan Camilo Restrepo             | 2010    | 2013    | PCo     |
| Agricultura                                    |            | Francisco Estupiñán              | 2013    | 2013    | PCo     |
| Agricultura                                    |            | Rubén Darío Lizarralde           | 2013    | 2014    | PCo     |
| Agricultura                                    |            | Aurelio Iragorri                 | 2014    | 2017    | PUG     |
| Agricultura                                    |            | Juan Guillermo Zuluaga           | 2017    | 2018    | PUG     |
| Salud y Protección Social                      |            | Mauricio Santamaría              | 2010    | 2012    | Ind.    |
| Salud y Protección Social                      |            | Beatriz Londoño                  | 2012    | 2012    | PCo     |
| Salud y Protección Social                      |            | Alejandro Gaviria                | 2012    | 2018    | Ind.    |
| Trabajo                                        |            | Rafael Pardo                     | 2011    | 2014    | PLC     |
| Trabajo                                        |            | José Noé Ríos                    | 2014    | 2014    | Ind.    |
| Trabajo                                        |            | Luis Eduardo Garzón              | 2014    | 2016    | AV      |
| Trabajo                                        |            | Clara López                      | 2016    | 2017    | PD      |
| Trabajo                                        |            | Griselda Janeth Restrepo Gallego | 2017    | 2018    | PLC     |
| Minas y Energía                                |            | Carlos Rodado                    | 2010    | 2011    | PCo     |
| Minas y Energía                                |            | Mauricio Cárdenas                | 2011    | 2012    | PCo     |
| Minas y Energía                                |            | Federico Renjifo                 | 2012    | 2013    | PLC     |
| Minas y Energía                                |            | Amylkar Acosta                   | 2013    | 2014    | PLC     |
| Minas y Energía                                |            | Tomás González                   | 2014    | 2016    | PCo     |
| Minas y Energía                                |            | María Lorena Gutiérrez           | 2016    | 2016    | Ind.    |
| Minas y Energía                                |            | Germán Arce                      | 2016    | 2018    | Ind.    |
| Comercio, Industria y Turismo                  |            | Sergio Diazgranados              | 2010    | 2013    | PUG     |
| Comercio, Industria y Turismo                  |            | Santiago Rojas Arroyo            | 2013    | 2014    | Ind.    |
| Comercio, Industria y Turismo                  |            | Cecilia Álvarez                  | 2014    | 2016    | Ind.    |
| Comercio, Industria y Turismo                  |            | María Claudia Lacouture          | 2016    | 2017    | PUG     |
| Comercio, Industria y Turismo                  |            | María Lorena Gutiérrez           | 2017    | 2018    | Ind.    |
| Educación                                      |            | María Fernanda Campo             | 2010    | 2014    | Ind.    |
| Educación                                      |            | Gina Parody                      | 2014    | 2016    | PUG     |
| Educación                                      |            | Yaneth Giha Tovar                | 2016    | 2018    | PUG     |
| Ambiente y Desarrollo Sostenible               |            | Frank Pearl                      | 2011    | 2012    | CP      |
| Ambiente y Desarrollo Sostenible               |            | Juan Gabriel Uribe               | 2012    | 2013    | PCo     |
| Ambiente y Desarrollo Sostenible               |            | Luz Helena Sarmiento             | 2013    | 2014    | Ind.    |
| Ambiente y Desarrollo Sostenible               |            | Gabriel Vallejo                  | 2014    | 2016    | PUG     |
| Ambiente y Desarrollo Sostenible               |            | Luis Gilberto Murillo            | 2016    | 2018    | CoRe    |
| Vivienda, Ciudad y Territorio                  |            | Beatriz Botero                   | 2010    | 2012    | PCo     |
| Vivienda, Ciudad y Territorio                  |            | Germán Vargas Lleras             | 2012    | 2013    | CR      |
| Vivienda, Ciudad y Territorio                  |            | Luis Felipe Henao                | 2013    | 2016    | CR      |
| Vivienda, Ciudad y Territorio                  |            | Elsa Noguera                     | 2016    | 2017    | CR      |
| Vivienda, Ciudad y Territorio                  |            | Jaime Pumarejo                   | 2017    | 2017    | CR      |
| Vivienda, Ciudad y Territorio                  |            | Camilo Sánchez                   | 2017    | 2018    | PLC     |
| Tecnologías de la Información y Comunicaciones |            | Diego Molano                     | 2010    | 2015    | PLC     |
| Tecnologías de la Información y Comunicaciones |            | David Luna                       | 2015    | 2018    | CR      |
| Tecnologías de la Información y Comunicaciones |            | Juan Sebastián Rozo              | 2018    | 2018    | Ind.    |
| Transporte                                     |            | Germán Cardona                   | 2010    | 2012    | PUG     |
| Transporte                                     |            | Miguel Peñaloza                  | 2012    | 2012    | PUG     |
| Transporte                                     |            | Cecilia Álvarez                  | 2012    | 2014    | Ind.    |
| Transporte                                     |            | Natalia Abello                   | 2014    | 2016    | CR      |
| Transporte                                     |            | Jorge Rojas Giraldo              | 2016    | 2017    | PUG     |
| Transporte                                     |            | Germán Cardona                   | 2017    | 2018    | PUG     |
| Cultura                                        |            | Mariana Garcés                   | 2010    | 2018    | PCo     |

## Relaciones exteriores

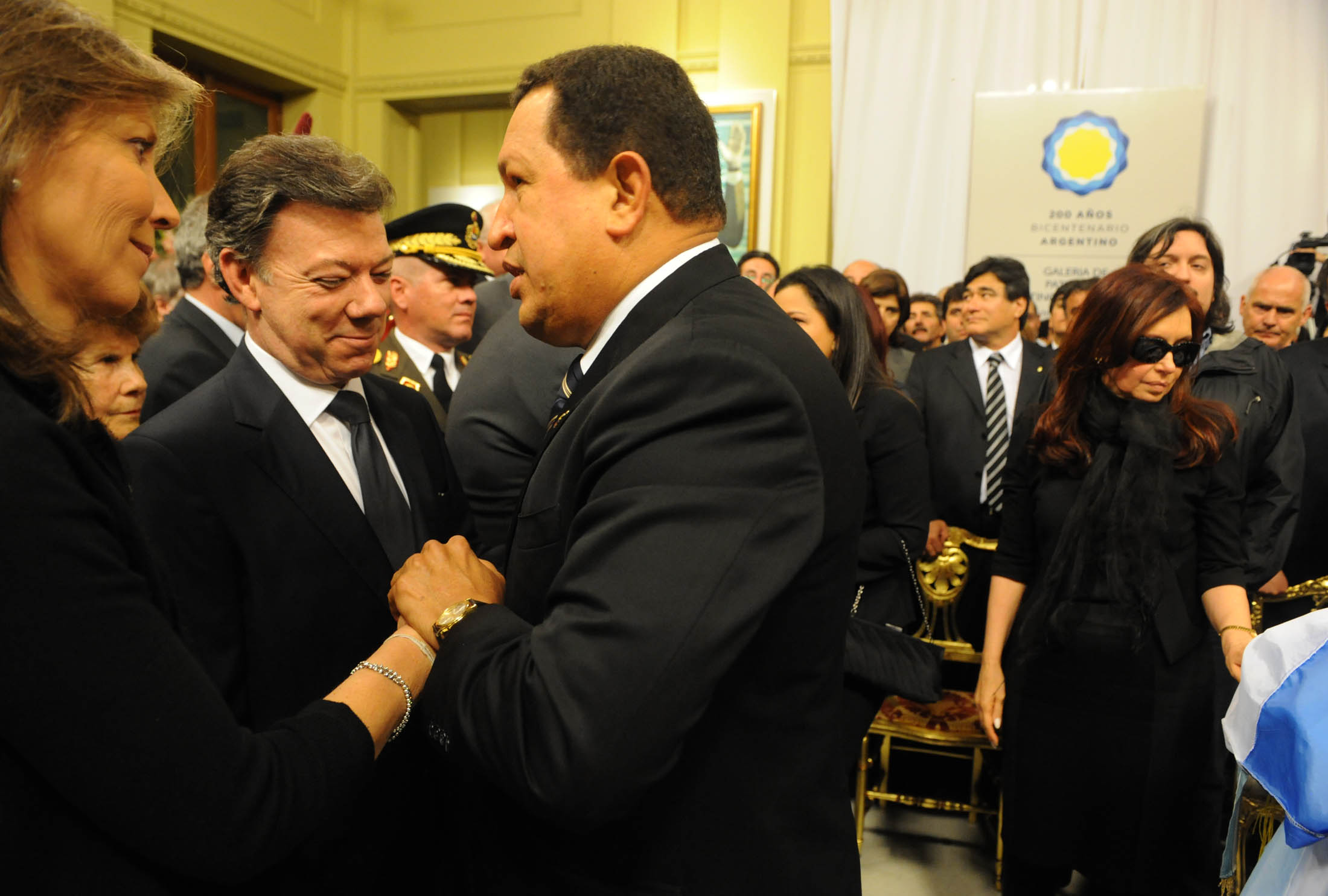
El presidente Juan Manuel Santos junto al presidente de Venezuela Hugo Chávez en el funeral de Néstor Kirchner.

Tras desatarse la crisis diplomática entre Colombia y Venezuela en julio de 2010, Santos decidió no emitir declaraciones al respecto aduciendo que el presidente Uribe todavía era el presidente en funciones. Santos, que se encontraba de gira por Latinoamérica visitando jefes de Estado, también se reunió de forma privada con el secretario general de Unasur, Néstor Kirchner y su esposa, la presidenta de Argentina, Cristina Fernández de Kirchner para tratar la crisis. El 10 de agosto de 2010, el presidente Santos y el presidente Chávez se reunieron en Santa Marta para tratar la crisis.
Durante su mandato, el 19 de noviembre de 2012, la Corte Internacional de Justicia emitió un fallo histórico sobre el diferendo limítrofe con Nicaragua, ratificando la soberanía colombiana sobre siete cayos del archipiélago de San Andrés y Providencia, fijando la frontera pero con una pérdida significativa de 40% de mar territorial para Colombia.
Su última determinación, en materia de relaciones exteriores, se dio el 3 de agosto de 2018, cuando reconoció a Palestina como un "Estado libre, independiente y soberano"; en contraposición con lo que había manifestado el 18 de abril de 2018, durante un evento que conmemoraba los setenta años de la creación del Estado de Israel. En esa oportunidad, Santos afirmó: 

«A nosotros nos han presionado mucho para que reconozcamos a Palestina. No lo he hecho, siempre diciendo que eso debe ser producto de un acuerdo de paz con Israel».
Juan Manuel Santos

Sin embargo, a escasos días de terminar su segundo Gobierno, cambió de opinión. Un cambio que sólo se dio a conocer el miércoles 8 de agosto -un día después de la posesión del nuevo presidente Iván Duque Márquez-, mediante un comunicado de la Misión Diplomática Palestina en Colombia; hecho que causó revuelo en algunos sectores de la opinión pública, ya que, entre otras cosas, la canciller María Ángela Holguín, al ser preguntada por el tema el 6 de agosto de 2018 (último día de su gestión), en entrevista con Vicky Dávila para W Radio, se rehusó a hacer pública la decisión del presidente que ya había sido materializada para entonces.  Al conocerse la noticia, el entrante ministro de Relaciones Exteriores, Carlos Holmes Trujillo, reconoció que el nuevo Ejecutivo había sido informado con anterioridad y que, en virtud de los intereses de Colombia, se revisaría la decisión que le quitaba al país la particularidad de ser el único en Sudamérica que no había reconocido al Estado palestino.

## Seguridad y Conflicto armado interno
Siguiendo con la política de seguridad democrática de su antecesor, Santos prometió desde su discurso de posesión combatir sin tregua a los grupos narcoterroristas. El 12 de agosto de 2010, ocurrió un atentado a Caracol Radio cuya autoría se atribuyó las FARC-EP, además este grupo realizó una serie de ataques a miembros de la Policía Nacional como una bienvenida al gobierno Santos. Desde Montería el presidente Santos expresó:

«Hay la sensación entre mucha gente que esto (los ataques guerrilleros) es algo con lo que quieren darle la bienvenida al nuevo gobierno. Si esa es la bienvenida, ustedes van a ver la respuesta a esa bienvenida».

El 19 de septiembre de 2010, las Fuerzas Militares y de Policía bombardearon un campamento del Frente 48 de las FARC-EP donde murió su comandante Domingo Biojó, y el 23 de septiembre se realizó la Operación Sodoma, donde se dio de baja a Jorge Briceño Suárez, alias el Mono Jojoy, jefe militar de las FARC-EP. El 4 de noviembre de 2011, en el marco de la Operación Odiseo, se dio de baja a Guillermo León Sáenz, alias Alfonso Cano, quien ejercía hasta ese momento como comandante en jefe de las FARC-EP luego del fallecimiento de Manuel Marulanda por causas naturales. Sería sucedido en la comandancia de las FARC-EP por Rodrigo Londoño 'Timochenko'.
En su gobierno fue aprobada la Ley de Víctimas y Restitución de Tierras (Ley 1448 de 2011), para restituir, por medio de la Unidad para la Atención y Reparación Integral a las Víctimas, las tierras arrebatadas por los actores armados (grupos paramilitares y guerrilleros) a civiles víctimas de la guerra y reconociendo la existencia del Conflicto armado interno en Colombia.
En cuanto a la lucha contra las Bandas Criminales (BACRIM) o Grupos Armados Organizados (GAO), como los denomina el gobierno desde en marzo de 2016 para facultar a las Fuerzas Militares a combatir estos grupos delincuenciales apoyando a la Policía Nacional; logró desarticular tres peligrosas bandas criminales, una de ellas con presencia a nivel nacional: Los Rastrojos. En febrero de 2015, ordenó desarticular al GAO Clan del Golfo o autodenominados Autodefensas Gaitanistas de Colombia (AGC), liderado por Dairo Antonio Úsuga David, alias Otoniel, en la Operación Agamenón (reforzada y continuada en el siguiente gobierno). En la Operación Solemne de octubre de 2015 fue abatido Víctor Ramón Navarro Serrano‘Megateo’, comandante de la disidencia del Ejército Popular de Liberación (EPL): GAO 'Los Pelusos' dedicada al narcotráfico. Desde noviembre de 2017, los grupos disidentes son considerados Grupos Armados Organizados Residuales (GAOR), combatidos por las Fuerzas Militares.

## Acuerdos de paz con las FARC-EP, Nobel de Paz y diálogos con el ELN

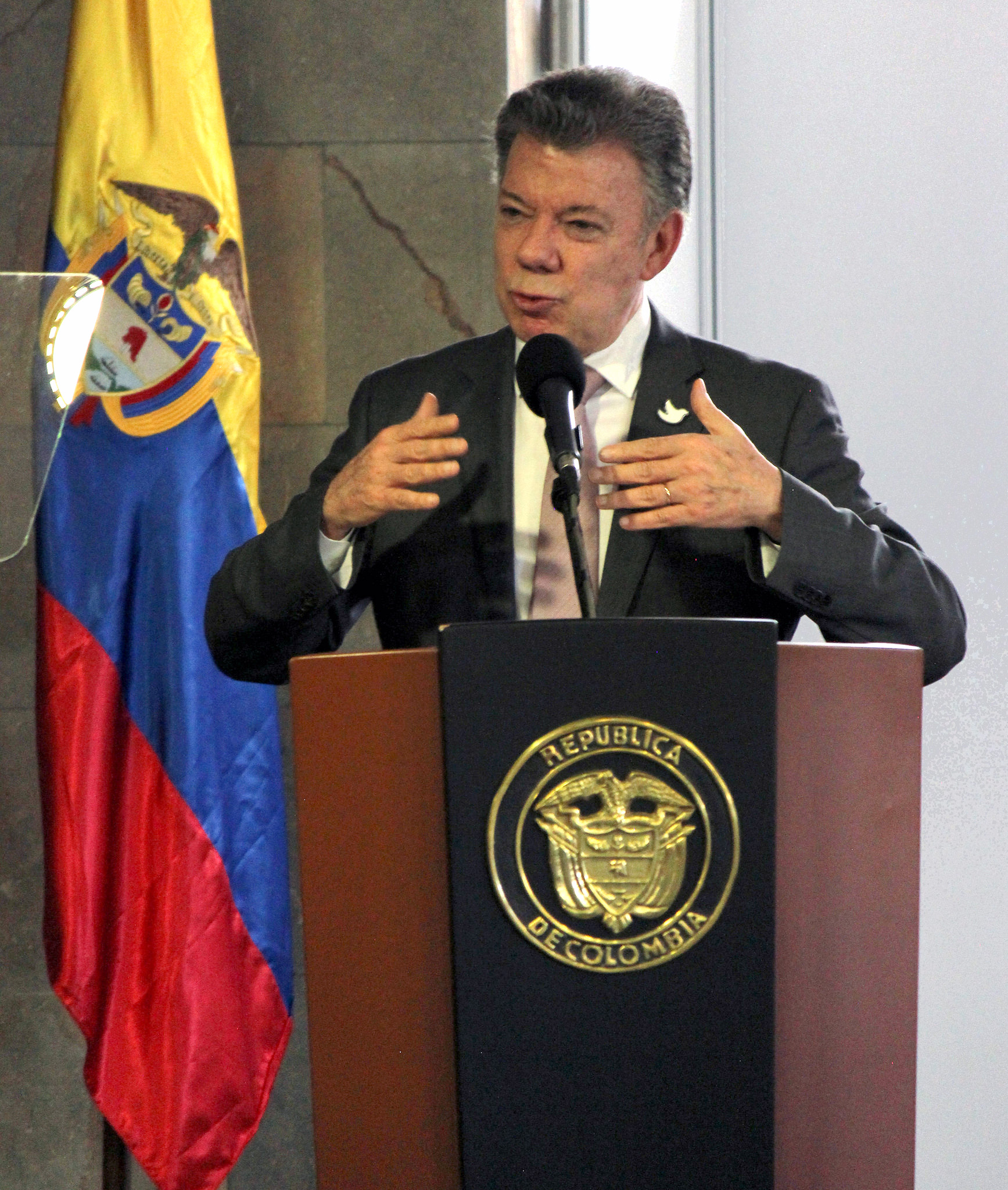
Juan Manuel Santos en la inauguración de Colombiamoda el 26 de julio del 2016, en Medellín.

Poco tiempo después de asumir su mandato, Juan Manuel Santos inició acercamientos a las FARC-EP con el fin de terminar la confrontación más importante del conflicto armado interno colombiano. Los diálogos de paz iniciaron con las reuniones exploratorias el 1 de marzo del 2011 y el 18 de octubre del 2012 se instalaron los diálogos en Oslo, Noruega. El 24 de agosto del 2016 las delegaciones del Gobierno de Colombia y las FARC-EP anunciaron que llegaron a un acuerdo final, integral y definitivo, que se firmó en Cartagena de Indias el 26 de septiembre del 2016, pero no fue ratificado por un estrecho margen en el plebiscito refrendario del 2 de octubre del 2016.
En los días siguientes, Santos empezó a negociar con la oposición posibles cambios al acuerdo de paz con las FARC-EP. El 12 de noviembre, mes y medio después del plebiscito, se logró la renegociación y la modificación de los acuerdos con las FARC-EP tomando en cuenta los argumentos y objeciones de los promotores del NO, ratificado el acuerdo en el Congreso para su implementación a partir del 1 de diciembre de ese año.
Este acuerdo le valió a Juan Manuel Santos el Premio Nobel de la Paz 2016. El anuncio de la concesión se realizó a las 11:00 h (CEST) del viernes 7 de octubre de 2016 por la presidenta del Comité del Parlamento Noruego para el Premio Nobel de Paz, Kaci Kullmann Five, quien manifestó:

«El Comité del Parlamento Noruego para el Premio Nobel de la Paz ha decidido otorgar el Premio Nobel de la Paz 2016 al presidente colombiano, Juan Manuel Santos, por sus decididos esfuerzos para llevar más de cincuenta años de guerra civil en el país a su fin, una guerra que ha costado la vida de al menos docientos veinte mil colombianos y desplazado a cerca de seis millones de personas».
Kaci Kullmann Five

Pese a estos logros, el presidente Santos dio a conocer en marzo de 2016, de manera oficial, el inicio de los diálogos de paz con la otra guerrilla del país, el Ejército de Liberación Nacional (ELN), luego de más de dos años de fase exploratoria para discutir una agenda de posibles puntos para un eventual proceso de paz; sin embargo, el inicio de los diálogos fue suspendido hasta que el ELN liberase a los secuestrados que tenía en su poder. Después de la liberación del excongresista chocoano, Odin Sanchez, el 4 de febrero de 2017, el día 7 de ese mes se instala de manera oficial la mesa de conversación con el grupo armado y, de esta forma, intentar terminar de manera definitiva el conflicto armado con las guerrillas de tendencia izquierdista.

## Controversias

#### Caso Odebrecht
El 14 de marzo de 2017 Santos reconoció que su campaña presidencial de 2010 recibió pagos ilegales del conglomerado brasileño Odebrecht. Sin especificar cantidades, la Fiscalía General de la Nación ha alegado que sus exitosas campañas en 2010 y 2014 recibieron dinero de Odebrecht, que está sumido en un escándalo de corrupción en toda la región. Fiscales estadounidenses sostienen que entre 2002 y 2016, Odebrecht pagó cientos de millones de dólares en sobornos en asociación con proyectos de infraestructura en 12 países, entre ellos Brasil, Argentina, Colombia, México y Venezuela.

#### Paradise Papers
En noviembre de 2017, Juan Manuel Santos es mencionado como director de dos sociedades "offshore" en Barbados, según la investigación realizada por el Consorcio Internacional de Periodismo de Investigación (ICIJ). Ambas empresas son administrada también por otros altos cargos del país y tiene el 95% de las acciones de una aseguradora creada por el exministro de Defensa de Colombia Gabriel Silva Luján.
La primera empresa es Nova Holding Company, en la cual Santos aparece como director en 2000, año en el que se desempeñaba como ministro de Hacienda durante el Gobierno del entonces presidente Andrés Pastrana. La segunda empresa sería Global Tuition & Education Insurance Corp, una sociedad aseguradora exenta de carga fiscal, en esta Santos aparece como director, un cargo que quedó luego a cargo de la familia del expresidente César Gaviria Trujillo.